# 60-я параллель южной широты
60-я параллель южной широты — воображаемая линия, проходящая по поверхности южного полушария Земли. Расстояние до экватора — 6649 км, до Южного полюса — 3349 км.

## Описание
Параллель на всём своём протяжении является северной границей Южного океана, хотя различные международные организации и страны, особенно Австралия, имеют на этот счёт другие мнения о границах.
Также 60-я параллель южной широты является:
- северной границей демилитаризованной зоны, свободной от ядерного оружия (Договор об Антарктике заключён 1 декабря 1959 года в Вашингтоне и вступил в силу 23 июня 1961 года после его подписания 12 государствами — первоначальными участниками. На 2010 год — 46 государств);
- южной границей демилитаризованной зоны, свободной от ядерного оружия (Договор Тлателолько заключён 14 февраля 1967 года в Тлателолько (Tlatelolco) (Мексика) и вступил в силу 22 апреля 1968 года после его подписания 33 государствами — первоначальными участниками;
- южной границей демилитаризованной зоны, свободной от ядерного оружия (Договор Раротонга подписан 6 августа 1985 года на острове Раротонга (Острова Кука) 13 государствами — первоначальными участниками. На 1997 год — 18 государств).

На 60-й параллели южной широты солнце в день летнего солнцестояния поднимается на 53,83 градуса над горизонтом и световой день длится 18 часов и 52 минуты; в день зимнего — на 6,17 градусов и световой день длится 5 часов и 52 минуты.
Область между 60-й и 70-й параллелями южной широты часто называют Screaming 60's (рус. визжащие, воющие шестидесятые) из-за сильных ветров, регулярно дующих в этом регионе, по аналогии с ревущими сороковыми и неистовыми пятидесятыми.

## Проходит через
Начиная от Гринвичского меридиана на восток 60-я параллель южной широты проходит через океаны, никакая суша на этой параллели не лежит:
| Координаты                 | Страна, территория или море       | Примечания                                                                              |
| -------------------------- | --------------------------------- | --------------------------------------------------------------------------------------- |
| 60°00′ ю. ш. 0°00′ в. д.   | Атлантический океан / Южный океан |                                                                                         |
| 60°00′ ю. ш. 20°00′ в. д.  | Индийский океан / Южный океан     |                                                                                         |
| 60°00′ ю. ш. 147°00′ в. д. | Тихий океан / Южный океан         |                                                                                         |
| 60°00′ ю. ш. 67°16′ з. д.  | Атлантический океан / Южный океан | через пролив Дрейка между Южной Америкой и Антарктическим полуостровом через море Скоша |